# Serie asintótica
En matemáticas, una expansión asintótica o serie asintótica o "serie de Poincaré" es una serie formal de funciones tal que converge asintóticamente a una función dada, esto significa que si cortamos la serie se obtiene una aproximación de la función de la cual es serie asintótica, pero el límite formal de la serie cuando se suman todos sus elementos no es esa misma función, de hecho diverge, pudiendo el argumento de la serie divergir también a infinito o no.
Si φn es una secuencia de funciones continuas sobre un dominio y, si L es un punto de la frontera de dicho dominio (infinito o no) entonces, dicha secuencia de funciones se denomina escala asintótica si, para n se cumple:
{\displaystyle \varphi _{n+1}(x)=o(\varphi _{n}(x))\ (x\rightarrow L)}.
Si f es una función continua en el dominio de la escala asintótica, entonces f admite una serie asintótica de orden N {\displaystyle \sum _{n=0}^{\infty }a_{n}\varphi _{n}(x)} con respecto a la escala si
{\displaystyle f(x)-\sum _{n=0}^{N-1}a_{n}\varphi _{n}(x)=O(\varphi _{N}(x))\ (x\rightarrow L).}
o
{\displaystyle f(x)-\sum _{n=0}^{N-1}a_{n}\varphi _{n}(x)=o(\varphi _{N-1}(x))\ (x\rightarrow L).}
Si una de estas dos condiciones se cumple para todo N, {\displaystyle \sum _{n=0}^{\infty }a_{n}\varphi _{n}(x)} será una serie asintótica de f, denotándose este hecho así:
{\displaystyle f(x)\sim \sum _{n=0}^{\infty }a_{n}\varphi _{n}(x)\ (x\rightarrow L)}.
Ver análisis asintótico, Notación de Landau y Cota superior asintótica.
Este tipo de series surgen en la fórmula de Euler-Maclaurin y en transformadas integrales como en las transformadas de Laplace y de Mellin. La integración por partes también puede dar como resultado series asintóticas.

## Ejemplos de series asintóticas
- Función Gamma de Euler

{\displaystyle {\frac {e^{x}}{x^{x}{\sqrt {2\pi x}}}}\Gamma (x+1)\sim 1+{\frac {1}{12x}}+{\frac {1}{288x^{2}}}-{\frac {139}{51840x^{3}}}-\cdots \ (x\rightarrow \infty )}
- Exponencial integral

{\displaystyle xe^{x}E_{1}(x)\sim \sum _{n=0}^{\infty }{\frac {(-1)^{n}n!}{x^{n}}}\ (x\rightarrow \infty )}
- Función zeta de Riemann

{\displaystyle \zeta (s)\sim \sum _{n=1}^{N-1}n^{-s}+{\frac {N^{1-s}}{s-1}}+N^{-s}\sum _{m=1}^{\infty }{\frac {B_{2m}s^{\overline {2m-1}}}{(2m)!N^{2m-1}}}}
donde {\displaystyle B_{2m}} son los números de Bernoulli y {\displaystyle s^{\overline {2m-1}}} es un símbolo de Pochhammer. Esta expansión es válida para todo complejo s y a veces se utiliza para calcular la función zeta usando valores suficientemente grandes de N, de hecho, que cumplan {\displaystyle N>|s|}.
- Función error

{\displaystyle {\sqrt {\pi }}xe^{x^{2}}{\rm {erfc}}(x)=1+\sum _{n=1}^{\infty }(-1)^{n}{\frac {(2n)!}{n!(2x)^{2n}}}.}

## Ejemplo detallado
Las series asintóticas se suelen obtener cuando se usa una serie ordinaria en una expresión formal que saca a la serie de su dominio de convergencia. Por ejemplo tomemos la serie geométrica:
{\displaystyle {\frac {1}{1-w}}=\sum _{n=0}^{\infty }w^{n}.}
La función de la izquierda está definida para todo el plano complejo {\displaystyle w\neq 1}, mientras que la expresión de la derecha solamente converge para complejos {\displaystyle |w|<1}. Multiplicando a ambos lados de la igualdad por {\displaystyle e^{-w/t}} e integrando entre 0 y {\displaystyle \infty } se obtiene:
{\displaystyle \int _{0}^{\infty }{\frac {e^{-w/t}}{1-w}}dw=\sum _{n=0}^{\infty }t^{n+1}\int _{0}^{\infty }e^{-u}u^{n}du.}
La integral de la izquierda puede expresarse en términos de la exponencial integral. La integral de la derecha, tras una sustitución {\displaystyle u=w/t}, se ve que es la función gamma de Euler. Evaluando ambas integrales, se obtiene la siguiente serie asintótica:
{\displaystyle e^{-1/t}\;\operatorname {Ei} \left({\frac {1}{t}}\right)=\sum _{n=0}^{\infty }n!\;t^{n+1}.}
Claramente la serie es no convergente para cualquier valor de t distinto de cero. Sin embargo, si mantenemos t pequeña y truncamos la serie de la derecha a un número finito de términos, se obtiene una aproximación bastante buena del valor de {\displaystyle \operatorname {Ei} (1/t)}. Sustituyendo {\displaystyle x=-1/t} y teniendo en cuenta que {\displaystyle \operatorname {Ei} (x)=-E_{1}(-x)}, se obtiene la serie asintótica dada más arriba en este mismo artículo.